# Podsrnetica (Bosanski Petrovac)
Podsrnetica (szerbül: Подсрнетица) szerb falu Bosznia-Hercegovinában, a Bosznia-hercegovinai Föderáció Una-Szanai kantonjában, Bosanski Petrovac községben.

## Fekvése
Bosznia-Hercegovina nyugati részén, Bihácstól légvonalban 62, közúton 72 km-re délkeletre, Bosanski Petrovactól légvonalban 14, közúton 19 km-re keletre fekszik. A Srnetica-hegység lábánál fekvő magas fekvésű település, amely messze a Bravsko polje déli, lapos része fölé emelkedik, és egy része felkúszik a Srnetica oldalára. Több mint egy kilométerre található Bravski Vaganactól. A házai többnyire szétszórtan állnak.

## Népessége
| Nemzetiségi csoport | Népesség 1991 | Népesség 2013 |
| ------------------- | ------------- | ------------- |
| Szerb               | 131           | 48            |
| Bosnyák             | 0             | 0             |
| Horvát              | 0             | 0             |
| Jugoszláv           | 0             | 0             |
| Egyéb               | 0             | 1             |
| Összesen            | 131           | 49            |

## Története
A daytoni békeszerződést követő területmegosztást követően település egy 5 lakosú része a Szerb Köztársaságban levő Petrovac községhez tartozik.

## Fordítás
- Ez a szócikk részben vagy egészben  a   Podsrnetica (Bosanski Petrovac) című bosnyák Wikipédia-szócikk ezen változatának fordításán alapul.  Az eredeti cikk szerkesztőit annak laptörténete sorolja fel. Ez a jelzés csupán a megfogalmazás eredetét és a szerzői jogokat jelzi, nem szolgál a cikkben szereplő információk forrásmegjelöléseként.